# 伊莎貝爾·德·波爾賽爾肖像畫
伊莎貝爾·德·波爾賽爾肖像畫（Portrait of Doña Isabel de Porcel）是西班牙藝術家法蘭西斯科·哥雅創作的一幅布面油畫，創作於1805年左右。

## 背景
伊莎貝爾·德·波爾賽爾於1780年左右出生於隆達，是安東尼奧·波爾塞爾（Antonio Porcel）的第二任妻子。伊莎貝爾的丈夫比她大25歲；他們是在她20歲時認識的。安東尼奧·波塞爾是一位自由主義者，是和平親王曼努埃尔·戈多伊的伙伴，戈多伊是加斯帕·梅爾喬·德·霍韋亞諾斯（Gaspar Melchor de Jovellanos）的朋友，讓他與住在附近的戈雅取得了聯繫。據說這幅畫是藝術家為回報盛情款待而贈送的禮物。一幅戈雅所繪的安東尼奧·波爾塞爾肖像畫在1953年布宜諾斯艾利斯賽馬俱樂部騷亂期間，在一場火災被燒毀。
這幅半身肖像描繪了一位身穿典型西班牙服裝、白襯衫和黑色頭巾的年輕女子。儘管她穿著“瑪哈”服裝，但豐富的紡織品和她淑女般的外表為這幅畫帶來了貴族般的優雅；此時富有的西班牙「時尚人士」經常穿著下層城市花花公子及其女性同類的風格，正如戈雅著名的服裝版《La Maja》中所見。
雙手叉腰的果斷姿勢顯露其自信。她的眼睛和頭髮是淺棕色的，皮膚是蒼白的，身體稍微轉向左側，頭則轉向另一側以保持平衡。戈雅在構圖中不添加次要物體的情況下實現了現實主義和深度。這幅畫的獨特之處之一是，女人看向觀眾的左側，而不是看向觀眾，戈雅的大多數畫作都是這種情況。
最近有學者對其作者是否為哥雅提出質疑。